# Port lotniczy Antananarywa
Port lotniczy Antananarywa (IATA: TNR, ICAO: FMMI) – międzynarodowy port lotniczy położony w pobliżu Antananarywy. Największy port lotniczy na Madagaskarze.

## Rozbudowa lotniska
W związku ze szczytem Unii Afrykańskiej w 2009 i planowanym, ale później odwołanym szczytem Frankofonii w 2010, który miał się odbyć się na Madagaskarze, lotnisko Ivato rozpocznie rozbudowę, która ma trwać do 2020. Głównym celem jest dostosowanie do lądowania i startu Airbusa A380. Nowy budynek terminalu ma w stanie obsłużyć 2500 pasażerów na godzinę. Wybudowany zostanie drugi pas startowy, 3 rękawy, i parking. Główna droga startowa zostanie rozbudowana także o 500 metrów przed listopadem 2011.

## Linie lotnicze i połączenia
| Linia lotnicza        | Kierunek |
| --------------------- | --- |
| Air Austral           | 1. Reunion |
| Air France            | 1. Paryż-Charles de Gaulle |
| Air Madagascar        | 1. Dzaoudzi 2. Guangzhou 3. Johannesburg 4. Mauritius 5. Moroni 6. Paryż-Charles de Gaulle 7. Reunion                               |
| Air Mauritius         | 1. Mauritius |
| Airlink               | 1. Johannesburg |
| Corsair International | 1. Paryż-Orly 2. Reunion |
| Ethiopian Airlines    | 1. Addis Abeba |
| Kenya Airways         | 1. Nairobi |
| Tsaradia              | 1. Antsiranana 2. Mahajanga 3. Maroantsetra 4. Morondava 5. Nosy Be 6. Sainte Marie 7. Sambava 8. Toamasina 9. Tôlanaro 10. Toliara |
| Turkish Airlines      | 1. Stambuł |